# Léon Hourlier

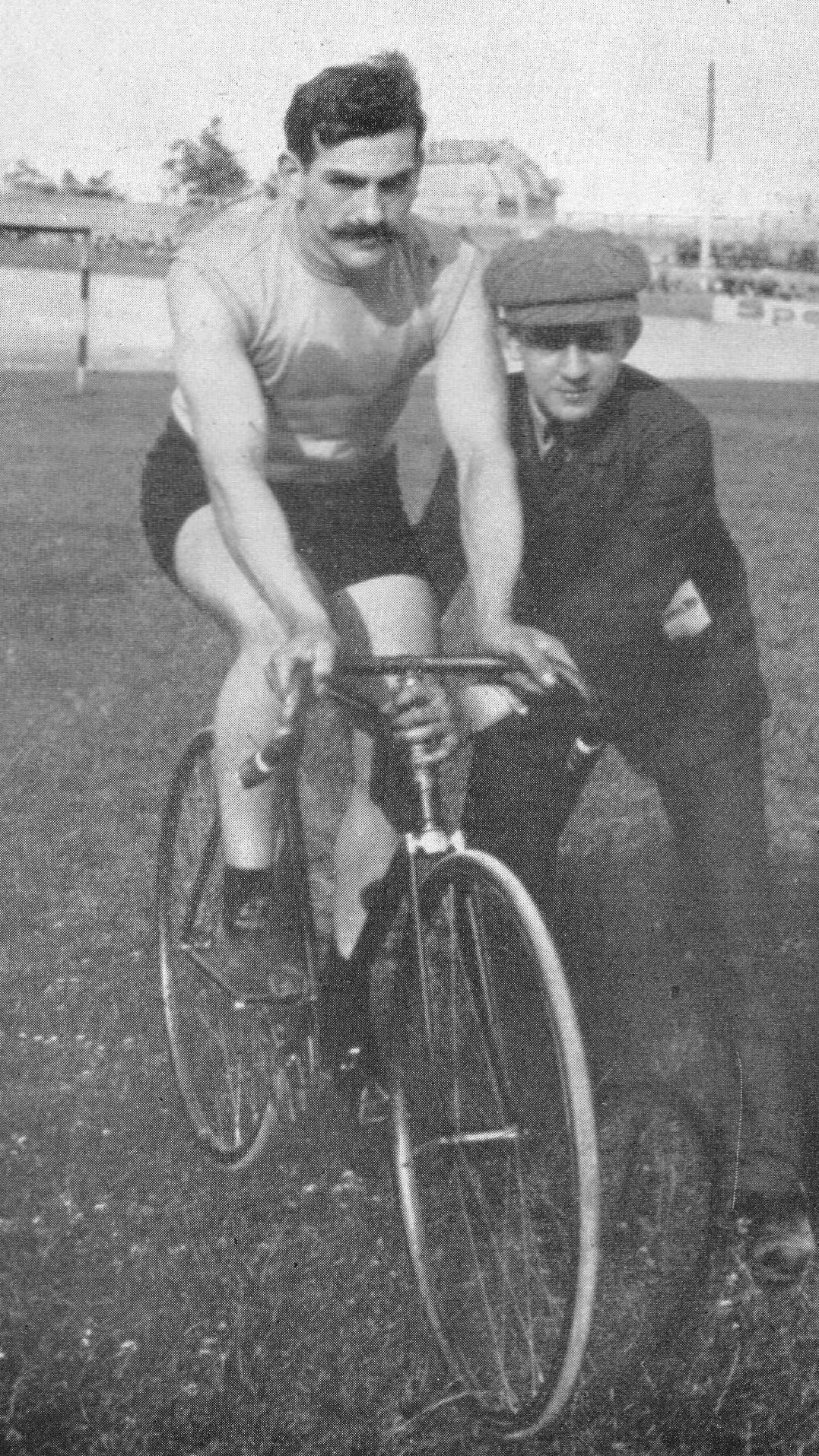
Léon Hourlier

Léon Victor Hourlier (* 16. September 1885 in Reims; † 16. Oktober 1915 in Saint-Étienne-au-Temple) war ein französischer Radrennfahrer.
Léon Hourlier begann 1904 mit dem Radrennsport, doch erst 1907 trat er bei großen Rennen sowie international in Erscheinung. 1908 wurde er erstmals Französischer Meister im Sprint. Den Grand Prix Turin, einen der ältesten Wettbewerbe im Bahnradsport, gewann er ebenfalls 1908. 1911 war sein erfolgreichstes Jahr: Er wurde Dritter beim Grand Prix de l’UVF sowie Zweiter beim Grand Prix de Paris – beides damals renommierte Bahnrennen –, erneut Französischer Meister im Sprint sowie in Kopenhagen Vize-Weltmeister. 1912 sowie 1914 gewann Hourlier den Grand Prix des Paris und etablierte sich damit als einer der stärksten Sprinter seiner Zeit. Dies belegen auch die Zahlen seiner Siege bei Grand Prix Turnieren; er errang 1908 7 Siege, 1909 13 Siege, 1919 5 Siege, 1911 15 Siege, 1912 12 Siege 1913 8 Siege und 1914 5 Siege. Darunter waren alle wichtige Sprintterpreise von Bordeaux bis Tours. 1908, 1911 bis 1914 gewann er den Grand Prix de Reims, einen der ältesten Wettkämpfe für Bahnsprinter in Frankreich. In Deutschland konnte er 1912 den Großen Preis von Deutschland und 1914 beim Großen Preis von Berlin gewinnen.
1914 siegte Léon Hourlier beim Sechstagerennen in Paris gemeinsam mit seinem Schwager Léon Comès, der ebenfalls ein hervorragender Sprinter war. Wenige Monate später wurden die beiden als Soldaten in den Ersten Weltkrieg eingezogen. Sie stürzten während des Krieges gemeinsam mit einem Flugzeug in der Champagne ab und starben beide innerhalb von 24 Stunden an ihren Verletzungen.
15 Jahre später versuchten die beiden Söhne von Hourlier und Comès an die Erfolge ihrer Väter anzuknüpfen, jedoch ohne Erfolg.